# Park & Bellheimer
La Société Park & Bellheimer AG basée à Pirmasens est une Brasserie locale, avec des sites de production à Pirmasens et Bellheim.

## Histoire
L'actuel Park & Bellheimer AG a été fondé en 1995 par la fusion de deux brasseries régionales, Parkbrauerei basée à Pirmasens et Bellheimer Privatbrauerei K. Silbernagel AG, basée à Bellheim, ainsi que Bellaris Mineralbrunnen GmbH, une filiale de la brasserie de Bellheim qui produit de l'eau minérale et des boissons rafraîchissantes sans alcool.
En 1865, Johann Karl Silbernagel a fondé une brasserie à Bellheim qui à partir de 1923 devient l'entreprise Bellheimer Brauerei K. Silbernagel AG. L'ancienne brasserie est passée en 1888 sous le nom Parkbrauerei, l'une des premières sociétés par actions en Allemagne crée à Zweibrücken. La même année, elle fusionne avec la brasserie Brauerei Zum Park de Pirmasens qui deviendra Parkbrauereien Zweibrücken-Pirmasens AG. À la suite de l'acquisition d'autres brasseries dans les deux villes en 1897 et 1912, l'entreprise s'appelait Park- und Bürgerbräu AG. Le siège social principal de la brasserie qui est désormais devenue la plus grande du Palatinat a été déplacé à Pirmasens. Le logo de l'entreprise est créé en 1938 et reçoit le nom de « P-Männchen ». En 1972, Park a repris la brasserie Pfisterer à Mannheim-Seckenheim, puis en 1992 Weizenbierbrauerei Rheingönheim.
En 1995, les deux brasseries ont fusionné. La société porte depuis son nom actuel Park & Bellheimer AG. Après une crise, l'entreprise Actris AG, dirigée par l'ancien fondateur de SAP Dietmar Hopp, a repris la majorité des actions de Park & Bellheimer en 2004. En 2010 l'entreprise en collaboration avec Mannheimer Eichbaum-Brauereien et Odenwald-Quelle a mené une opération Management Buy-outs qui a été remise à d'anciens directeurs de Actris. L'actionnaire principal avec une part de 81,3 % des actions est aujourd'hui Roald Pauli, directeur général de la société.
Le 23 avril 2009, la brasserie Bellheimer a reçu le prix d'honneur fédéral (Bundesehrenpreis (de)), la plus haute distinction allemande que les brasseries puissent obtenir. Chacune des quatre bières proposées par la brasserie Bellheimer Brauerei s’est vu décerner la médaille d’or DLG, distinction qui est associée à des contrôles de qualité.

## Produits

Produktlogos des Unternehmens
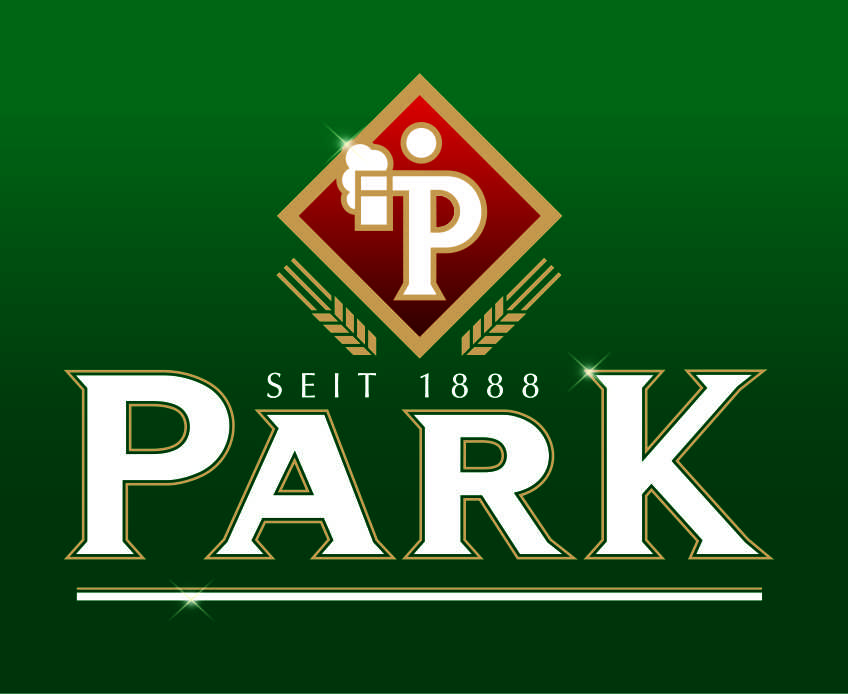
Park
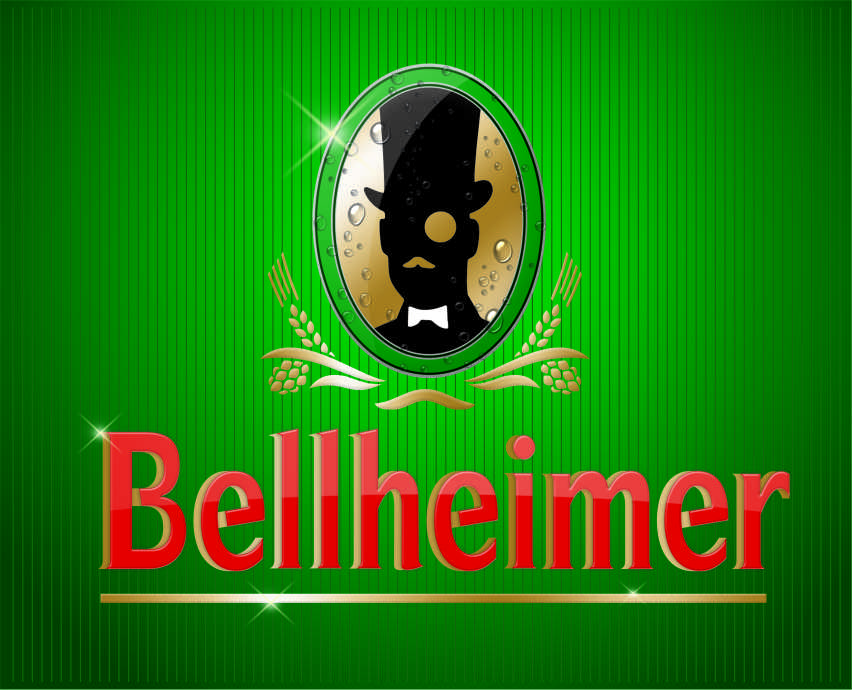
Bellheimer
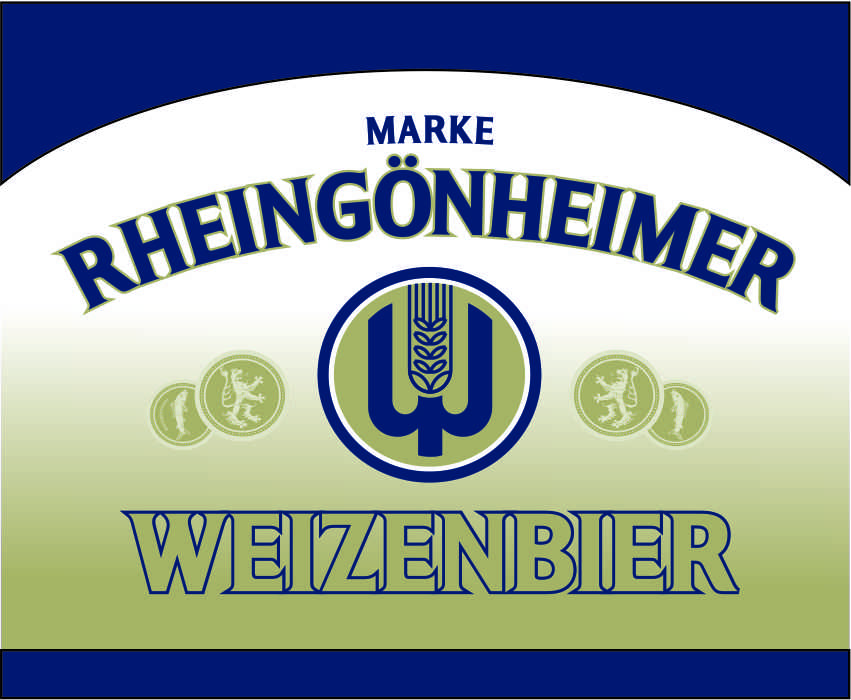
Rheingönheimer au blé
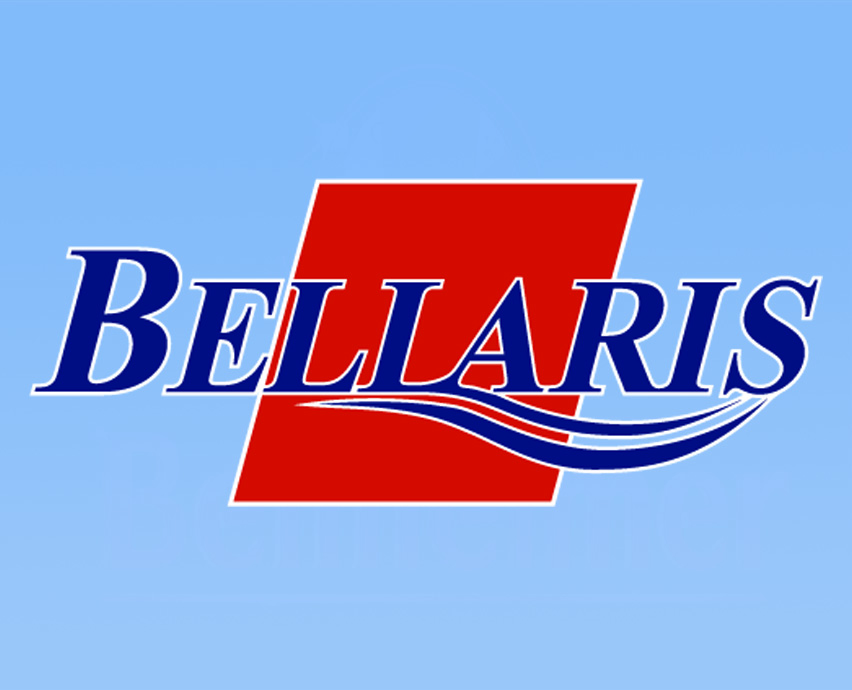
Bellaris

La gamme de produits de Park & Bellheimer AG comprend dix-neuf variétés de bières sombres et claires de fermentation basse ou haute et des mélanges de bières qui sont vendus sous le nom de Park, Bellheimer, Rheingönheimer et Valentins. La filiale Bellheimer Mineralquellen vend différentes boissons sans alcool : eau minérale, boissons à base de jus de fruits, jus de fruits, boissons gazeuses et non gazeuses. Celles-ci sont commercialisées sous la marque Bellaris.